# Siège de Maastricht (1632)
Pour les articles homonymes, voir Siège de Maastricht.
Guerre de Quatre-Vingts Ans
Batailles
- Chronologie de la guerre de Quatre-Vingts Ans
- Valenciennes
- Austruweel
- Rheindalen
- Heiligerlee
- Jemmingen
- Jodoigne
- Brielle
- 1er Flessingue
- Malines
- Goes
- Mons
- Haarlem
- 2e Flessingue
- Borsele
- Zuiderzee
- Alkmaar
- Leyde
- Reimerswaal
- Mook
- Lillo
- Zierikzee
- 1er Anvers
- 1er Bréda
- Gembloux
- Rijmenam
- 1er Deventer
- Maastricht
- 2e Bréda
- Açores
- 2e Anvers
- 3e Anvers
- Boksum
- Zutphen
- 1er Berg-op-Zoom
- Gravelines
- 3e Bréda
- 2e Deventer
- Groningue
- Huy
- 1er Groenlo1
- 2e Groenlo
- Turnhout
- Nieuport
- Ostende
- L'Écluse
- 3e Groenlo
- Saint-Vincent
- Gibraltar
- Saint-Vincent (1621)
- 2e Berg-op-Zoom
- 4e Bréda
- 4e Groenlo
- Matanzas
- Bois-le-Duc
- Abrolhos
- Slaak
- Maastricht
- 5e Bréda
- Cabañas
- Calloo
- Les Downs
- Saint-Vincent (1641)
- Hulst
- Cavite

Le second siège de Maëstricht eut lieu du 9 juin au 22 août 1632, et vit les Républicains, menés par le stathouder Frédéric-Henri d'Orange-Nassau s'emparer de cette importante place forte contrôlant la Meuse.

## Contexte
Fort de la prise de Bois-le-Duc (1629), le stathouder Frédéric-Henri d'Orange-Nassau entreprit de remonter la Meuse en 1632. L'objectif de cette campagne était la forteresse de Maëstricht, enfoncée profondément en territoire catholique. Dans sa progression vers le sud, Frédéric-Henri obtint pratiquement sans combat la reddition des places de Venlo et Ruremonde, notamment grâce à l'action du stathouder de Haute-Gueldre, Van der Bergh, favorable à la cause républicaine.
En ce début des années 1630, Maëstricht conservait encore ses hauts remparts médiévaux rythmés de tours. Seuls quelques bastions et demi-lunes sur des levées de terres venaient moderniser ces ouvrages de défense et procurer quelques secours contre l'artillerie. Un fossé inondable, alimenté via des écluses par le fleuve, protégeait les basses-œuvres.
La ville s'étend de part et d'autre de la Meuse, qui y est d'une largeur considérable ; ainsi, tout attaquant doit en principe diviser ses forces. La garnison, dirigée par Guillaume Bette, était forte, loyale à la couronne d'Espagne et déterminée à résister aux calvinistes. D'ailleurs, il était question d'une armée de secours.

## Déroulement du siège
Frédéric-Henri prit position devant les remparts de Maëstricht le 10 juin, avec 17 000 fantassins et 4 000 cavaliers. Son armée comportait des vétérans anglais et des contingents français, qui jouèrent un rôle particulier durant le siège. Le stathouder ordonna de creuser sans retard des fossés de circonvallation et des épis de contrevallation. Ces ouvrages de fortification entouraient entièrement la ville, afin de protéger le camp des assiégeants d'éventuelles sorties de la garnison, aussi bien que d'attaques de l'extérieur. Divers forts et redoutes permettaient de défendre les points les plus élevés ou les zones faibles. Aux points où les lignes rejoignaient les berges, en amont et en aval de la ville, des pontons flottants furent montés pour permettre aux assiégeants de traverser le fleuve si nécessaire. Ces préparatifs minutieux s'avérèrent décisifs pour l'issue du siège.

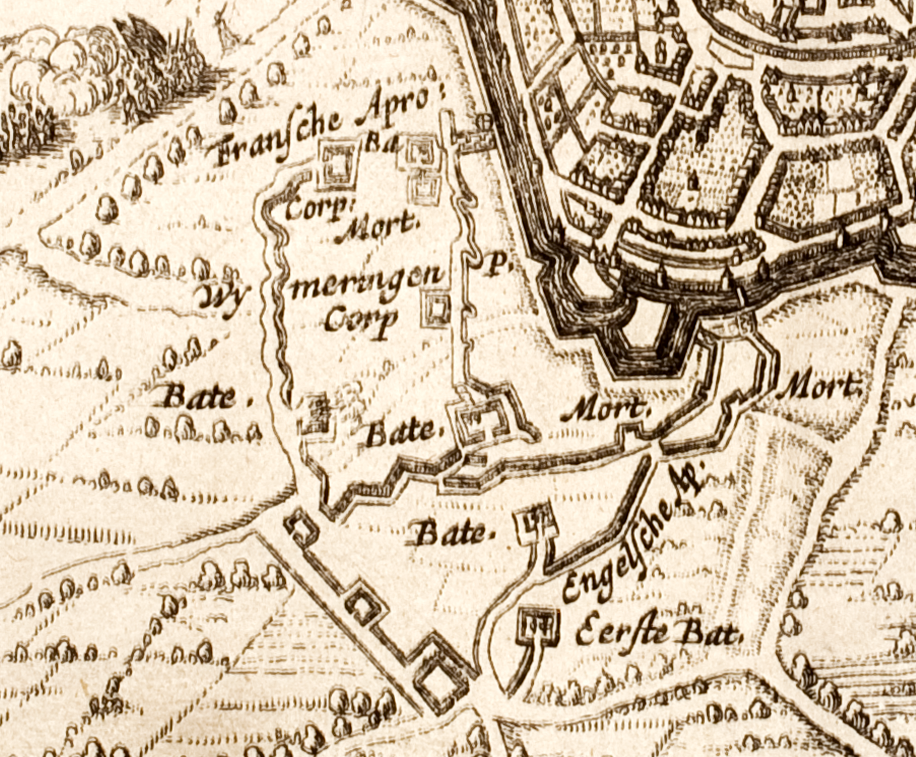
Approches des Français et Anglais à la Porte de Bruxelles

Deux tranchées couvertes furent engagées pour saper les remparts au coin ouest de la forteresse : l'une par les Anglais (au sud), l'autre par les Français (au nord). La tranchée des Français visait un point particulier de l'enceinte médiévale incorrectement flanquée par les bastions, tandis que les Anglais s'en prenaient au parement sud d'une demi-lune face aux murailles. La technique des tranchées parallèles n'étant pas alors entrée dans la pratique des ingénieurs, les sapes affectaient la forme d'un zigzag excentrique avec batteries intégrées pour défendre les points stratégiques.
En réponse à l'assaut contre Maëstricht, Isabelle (gouverneur des Pays-Bas espagnols) rappela ses armées du Palatinat et chargea Don Gonzalo Fernández et le marquis de Santa Cruz de délivrer la ville. Les Espagnols atteignirent les abords de Maëstricht le 2 juillet, forts de 18 000 fantassins et 6 000 cavaliers, mais bien qu'ils eussent l'avantage théorique du nombre, ils renoncèrent à une attaque directe contre un ennemi aussi fort.
Alors au début du mois d'août, la régente des Pays-Bas espagnols appela le maréchal von Pappenheim à l’aide, lui promettant une forte récompense. Pappenheim, fort de 12 000 fantassins et 4 000 cavaliers, se porta immédiatement sur Maëstricht. Le 17 août, il résolut avec Don Gonzalo de porter l’attaque simultanément contre deux points des positions néerlandaises : tandis que le général espagnol ferait des démonstrations sur une rive, Pappenheim devait forcer les lignes sur l'autre rive. Ce plan, quoique bien conçu, se heurta à la qualité de la butte de contrevallation ainsi qu'à la défense acharnée des Républicains, galvanisés par la présence du stathouder au milieu du combat : Pappenheim dut se replier avec la perte de 1 500 hommes. Parmi les alliés des Néerlandais, le commandant Robert de Vere, 19e comte d'Oxford, trouva la mort au cours de l'assaut.
Après l’échec de cette manœuvre libératoire, Don Gonzalez et Pappenheim décidèrent de couper les lignes d'approvisionnement des assiégeants pour les provoquer à une bataille rangée hors de leurs lignes, mais les provisions étaient suffisantes pour tenir encore deux mois : Frédéric-Henri reprit les travaux d'approche de plus belle. Pappenheim se replia alors – non sans mettre au pillage les pays traversés. La garnison catholique opposa désormais une résistance désespérée, opérant plusieurs sorties particulièrement contre la tranchée anglaise, mais sans l'empêcher d'atteindre les fossés. Alors commença un travail de sape en règle pour faire s'effondrer les remparts : on creusa deux tunnels sous le fossé. Une mine réussit à saper un point des remparts et les Anglais investirent précipitamment la brèche dans la nuit du 21 août. Ils tenaient à présent une position à l'intérieur de l'enceinte. Réfugiée dans la citadelle, la garnison capitula au matin suivant, pour éviter une mise à sac et le massacre des civils.

## Conséquences
La garnison se retira avec les honneurs le 23 août ; Don Gonzalo, dont les troupes campaient à proximité, se retira faute de vivres. L'exploit du stathouder Frédéric-Henri ébranla les généraux espagnols, qui envisagèrent au cours de l'automne de demander la paix, mais ils reprirent espoir à l'annonce de la mort du héros des Protestants, Gustave Adolphe de Suède, tué à la bataille de Lützen le 16 novembre.
La chute de Maëstricht n'en marquait pas moins un tournant dans l'issue du conflit. Malgré la reconquête de Venlo et Ruremonde par les Espagnols en 1637, Maëstricht demeura hollandaise.